# Jimmy Castor
Pour les articles homonymes, voir Jimmy et Castor.
Jimmy Castor (né à New York le 22 juin 1943, ou le 23 janvier 1940, - mort le 16 janvier 2012) est un chanteur, auteur-compositeur et saxophoniste américain connu notamment pour la chanson funk Troglodyte (Cave Man) issue de l'album It's Just Begun qu'il a sorti en 1972 avec son groupe The Jimmy Castor Bunch. Il a été membre du groupe The Teenagers au milieu des années 1960.

## Albums
- Hey Leroy (1968) (Smash)
- It's Just Begun (1972) (RCA)
- Phase 2 (1972) (RCA)
- Dimension 3 (1973) (RCA)
- The Jimmy Castor Bunch featuring The Everything Man (1974) (Atlantic)
- Butt Of Course... (1975) (Atlantic)
- Supersound (1975) (Atlantic)
- E-Man Groovin' (1976) (Atlantic)
- Maximum Stimulation (1977) (Atlantic)
- Let It Out (1978) (Drive/T.K. Records)
- The Jimmy Castor Bunch (1979) (Cotillion/Atlantic)
- I Love Monsters (1979)
- C (1980) (Long Distance)
- The Return of Leroy (1983) (Dream)
- The Everything Man-The Best of The Jimmy Castor Bunch (1995) (Rhino)

## Singles
- Hey Leroy,Your Mama Callin' You (1967)
- Troglodyte(Cave Man) (1972)
- The Bertha Butt Boogie (1975)
- King Kong(part 1) (1975)